# Zusidava
Zusidava is een geslacht van vlinders van de familie eenstaartjes (Drepanidae), uit de onderfamilie Drepaninae.

## Soorten
- Z. serratilinea Wileman & South, 1917
- Z. tortricaria Walker, 1862